# Niemand in de stad (roman)
Niemand in de stad is de tweede roman van schrijver Philip Huff en verscheen in 2012. Het verhaal gaat over de vriendschap tussen drie leden van een studentencorps. Het heeft wat weg van een autobiografie, met het hoofdpersonage Philip Hofman als alter ego van de schrijver.
Huff ontving voor het boek de Dioraphte Jongerenliteratuur Prijs 2013. Recensenten gaven in het NRC Handelsblad, De Groene Amsterdammer en de Volkskrant beoordelingen van goed tot heel goed.

## Film
De verfilming ging in 2018 in première als openingsfilm van het Nederlands Film Festival, waarna de film landelijk te zien was in de Nederlandse bioscopen. De film was het speelfilmdebuut voor regisseur Michiel van Erp.